# 76e méridien ouest
En géographie, le 76e méridien ouest est le méridien joignant les points de la surface de la Terre dont la longitude est égale à 76° ouest.

## Géographie

### Dimensions
Comme tous les autres méridiens, la longueur du 76e méridien correspond à une demi-circonférence terrestre, soit 20 003,932 km. Au niveau de l'équateur, il est distant du méridien de Greenwich de 8 460 km,.
Avec le 104e méridien est, il forme un grand cercle passant par les pôles géographiques terrestres.

### Régions traversées
En commençant par le pôle Nord et descendant vers le sud au pôle Sud, Le 76e méridien ouest passe par:
| Coordonnées          | Pays, territoire ou mer | Notes |
| -------------------- | ----------------------- | --- |
| 90° 00′ N, 76° 00′ O | Océan Arctique          | |
| 83° 03′ N, 76° 00′ O | Canada                  | Nunavut — Île Ellesmere |
| 77° 59′ N, 76° 00′ O | Baie de Baffin          | Passe juste à l'est de l'Île Bylot, Nunavut, Canada (à 72° 54′ N, 76° 03′ O)                                                                                        |
| 72° 34′ N, 76° 00′ O | Canada                  | Nunavut, Île d'Ellesmere |
| 69° 23′ N, 76° 00′ O | Bassin de Foxe          | |
| 69° 01′ N, 76° 00′ O | Canada                  | Nunavut — Péninsule Baird (en), Île de Baffin |
| 68° 47′ N, 76° 00′ O | Bassin de Foxe          | |
| 68° 18′ N, 76° 00′ O | Canada                  | Nunavut — Île Prince-Charles |
| 67° 15′ N, 76° 00′ O | Bassin de Foxe          | |
| 65° 15′ N, 76° 00′ O | Canada                  | Nunavut — Péninsule de Foxe, Île de Baffin |
| 64° 22′ N, 76° 00′ O | Détroit d'Hudson        | |
| 62° 20′ N, 76° 00′ O | Canada                  | Québec Ontario — à partir de 45° 29′ N, 76° 00′ O, passe juste à l'ouest de Ottawa (à 45° 25′ N, 75° 42′ O)                                                         |
| 44° 21′ N, 76° 00′ O | États-Unis              | New York Pennsylvanie — à partir de 42° 00′ N, 76° 00′ O Maryland — à partir de 39° 42′ N, 76° 00′ O                                                                |
| 38° 17′ N, 76° 00′ O | Baie de Chesapeake      | |
| 38° 01′ N, 76° 00′ O | États-Unis              | Maryland — Île Smith |
| 37° 56′ N, 76° 00′ O | Baie de Chesapeake      | |
| 37° 51′ N, 76° 00′ O | États-Unis              | Virginie — Île Tangier |
| 37° 49′ N, 76° 00′ O | Baie de Chesapeake      | |
| 37° 21′ N, 76° 00′ O | États-Unis              | Virginie — pointe de la Péninsule Delmarva |
| 37° 10′ N, 76° 00′ O | Baie de Chesapeake      | |
| 36° 55′ N, 76° 00′ O | États-Unis              | Virginie Caroline du Nord — à partir de 36° 33′ N, 76° 00′ O |
| 36° 10′ N, 76° 00′ O | Baie d'Albemarle        | |
| 35° 43′ N, 76° 00′ O | États-Unis              | Caroline du Nord — Engelhard |
| 35° 27′ N, 76° 00′ O | Baie de Pamlico         | |
| 35° 05′ N, 76° 00′ O | États-Unis              | Caroline du Nord — Ocracoke Island |
| 35° 04′ N, 76° 00′ O | Océan Atlantique        | Passe juste à l'est de l'île de Eleuthera, Bahamas (à 25° 07′ N, 76° 06′ O) Passe juste à l'ouest de l'île de Little San Salvador, Bahamas à (24° 35′ N, 75° 57′ O) |
| 23° 41′ N, 76° 00′ O | Bahamas                 | Grande Île Exuma |
| 23° 36′ N, 76° 00′ O | Océan Atlantique        | Passe juste à l'ouest de Jumentos Cays, Bahamas à (22° 44′ N, 75° 54′ O)                                                                                            |
| 21° 06′ N, 76° 00′ O | Cuba                    | |
| 19° 58′ N, 76° 00′ O | Mer des Caraïbes        | Passe juste à l'est de Jamaïque à (17° 54′ N, 76° 11′ O) |
| 9° 22′ N, 76° 00′ O  | Colombie                | |
| 0° 18′ N, 76° 00′ O  | Équateur                | |
| 2° 04′ S, 76° 00′ O  | Pérou                   | |
| 14° 28′ S, 76° 00′ O | Océan Pacifique         | |
| 60° 00′ S, 76° 00′ O | Océan Austral           | |
| 69° 38′ S, 76° 00′ O | Antarctique             | Île Charcot, Liste des territoires revendiqués par le Chili (Province de l'Antarctique chilien) et par le Royaume-Uni (Territoire antarctique britannique)          |
| 69° 44′ S, 76° 00′ O | Océan Austral           | |
| 72° 47′ S, 76° 00′ O | Antarctique             | Liste des territoires revendiqués par le Chili (Province de l'Antarctique chilien) et par le Royaume-Uni (Territoire antarctique britannique)                       |